# Административно-территориальная реформа в Эстонии (2017)
Административно-территориальная реформа в Эстонии проходила с целью, которая была указана в «Законе об административной реформе», и заключалась в создании местных самоуправлений, которые смогут лучше предлагать людям публичные услуги, обеспечивать рост конкурентоспособности регионов и самостоятельно выполнять возложенные на них законом обязанности. В результате, к концу 2017 года из 217 единиц местного самоуправления (из них 169 имели население менее 5000 человек) в стране осталось 79 (из них 15 имели население менее 5000 чел).
С 1 января 2018 года уездные управы и, соответственно, должности старейшин уездов в Эстонии упразднены. Их обязанности переданы государственным учреждениям и местным самоуправлениям.

## Предпосылки и ход реформы
Предпосылки к проведению реформы в Эстонии имелись уже давно. Уже 19 декабря 2008 года правительство соседней Латвии постановило: в Латвии вместо прежних 553 самоуправлений (районов, волостей и т. д.) были созданы 109 краёв (позднее их число было доведено до 110) или но́вадов (латыш. novads, мн.ч.: novadi) и девять муниципалитетов. В Эстонии закон об укрупнении самоуправлений Рийгикогу принял лишь в 2016 году, уезды при этом в основном сохранили свои прежние границы.
С 1990 года к началу 2016 года население Эстонии в целом сократилось на 16,2 %, в результате чего новый закон установил критерий, согласно которому община считается эффективной, только имея минимум 5 тысяч жителей. На начальном этапе до 80 % самоуправлений страны приняли решение объединиться добровольно. Органы власти 17 общин противились принудительному слиянию с другими общинами, но проиграли свои дела в суде: в конце октября Верховный суд Эстонии принудил их объединиться с другими деревнями и городами, но уже без изначально предлагаемых преференций. В результате, к концу 2017 года из 217 единиц местного самоуправления (из них 169 имели население менее чем 5000 чел) в стране осталось 79: 15 городов и 64 волости (из них 15 имели население менее чем 5000 чел).

## Исключения
Тем не менее, ряд местных самоуправлений по тем или иным причинам избежали слияния в порядке исключения. Так, в 15 местных самоуправлениях всё равно оказалось меньше жителей, чем того требовал новый закон. Два из них расположены на островах в Балтийском море. В 12 местных самоуправлениях численность населения составляет от 4000 до 5000 человек. Преимущественно русскоязычный город Локса в уезде Харьюмаа также не был объединён c другими муниципалитетами, хотя в нём на момент реформы проживали 2637 человек. Внутренняя миграция в Эстонии в целом благоприятно сказывается на росте населения в уездах Харьюмаа (+5,3 % за 2000—2010 годы) и Тартумаа (+0,5 % за тот же период), поэтому вопрос об укрупнении самоуправлений в них не стоял так остро. Помимо этого, в двух случаях были изменены границы уездов: Ида-Вирумаа потерял часть территории на юго-западе, а уезд Вырумаа приобрёл территорию за счёт Пылвамаа, став таким образом единственным пограничным уездом с Печорским районом Псковской области РФ.